# Profit News
Profit News (în trecut Profit.ro) a fost un canal de televiziune dedicat afacerilor. A fost lansat pe 24 august 2018 (sub numele de Profit.ro) mai întâi online. Inițial lansarea urma să înlocuiască Look TV dar în cele din urmă s-a lansat ca un canal separat. La data de 16 aprilie 2019, a fost obținută o licență pentru versiunea HD a televiziunii.
În toamna 2018 Profit.ro a mizat și pe competiții sportive ca EuroLiga și Super Lig.
Din 13 mai 2021, Profit.ro a fost redenumit în Profit News difuzând mai multe știri economice urmând ca din 25 octombrie 2021 să fie relansat cu știri economice difuzate pe tot parcursul zilei. Începând cu data de 28 octombrie 2021, s-a lansat Profit News HD, fiind disponibil doar la RCS & RDS.